# Sauropsychops kazakhstanensis
Sauropsychops kazakhstanensis là một loài côn trùng trong họ Permithonidae thuộc bộ Neuroptera. Loài này được Vilesov & Novokshonov miêu tả năm 1994.